# 史普魯恩斯號驅逐艦 (DDG-111)
史普魯恩斯號驅逐艦（USS Spruance DDG-111）是一艘美国海军阿利·伯克级驅逐艦。2002年审核建造，是第2艘以海军上將雷蒙德·斯普魯恩斯為名的美国海军艦艇。